# Clayton (Indiana)

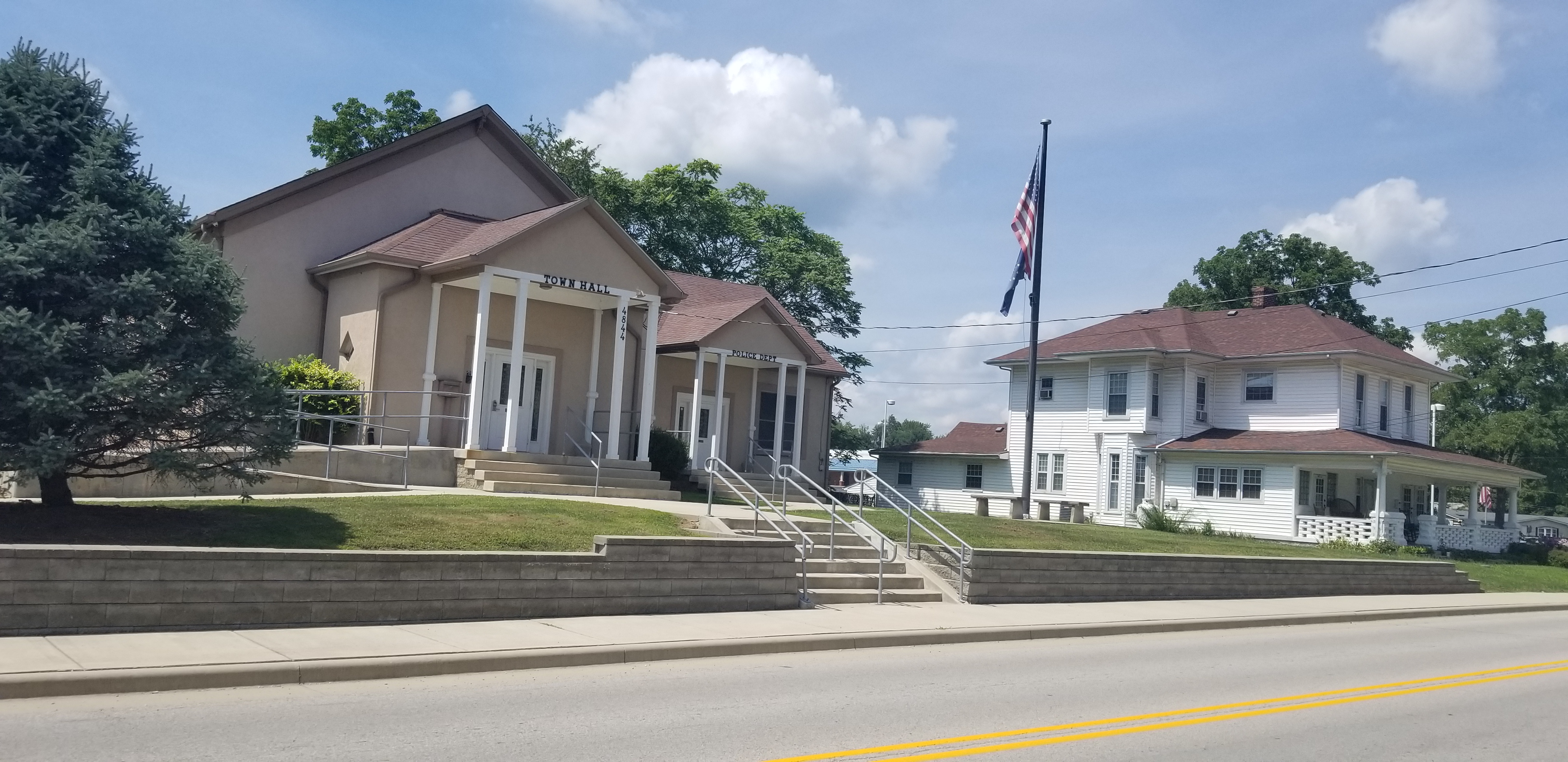
Mairie de Clayton

Pour les articles homonymes, voir Clayton.
Clayton est une ville américaine située dans le comté de Hendricks, dans l'État de l'Indiana. Elle comptait 972 habitants lors du recensement de 2010.

## Traduction
- (en) Cet article est partiellement ou en totalité issu de l’article de Wikipédia en anglais intitulé « Clayton, Indiana » (voir la liste des auteurs).